# Неистовый Роланд

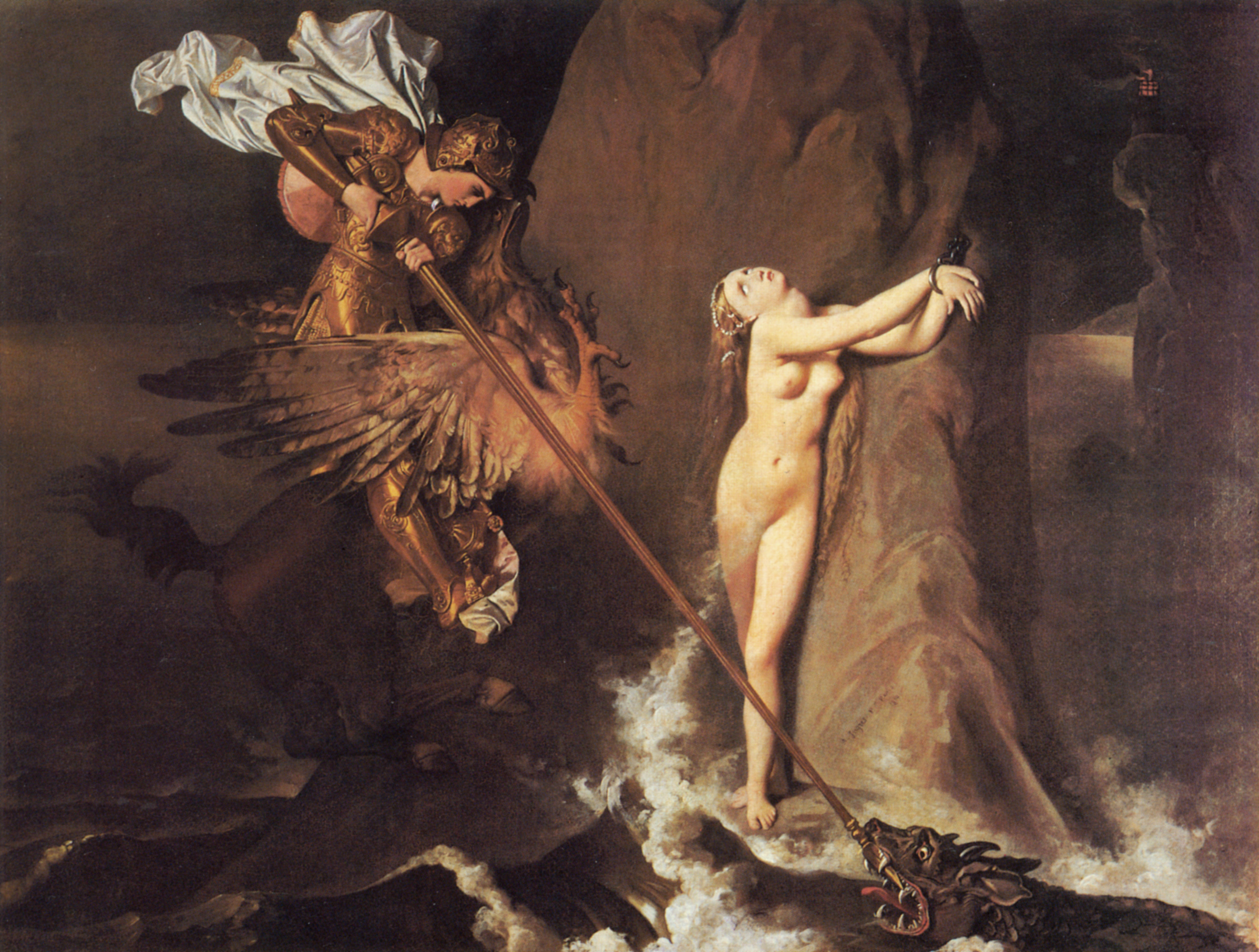
Жан Огюст Доминик Энгр. Руджьер спасает Анжелику от морского чудовища. 1819. Париж, Лувр

«Неи́стовый Рола́нд», или «Неистовый Орла́ндо» (итал. Orlando furioso) — рыцарская поэма итальянского писателя Лудовико Ариосто, оказавшая значительное влияние на развитие европейской литературы Нового времени. Самая ранняя версия (в 40 песнях) появилась в 1516 году, 2-е издание (1521) отличается лишь более тщательной стилистической отделкой, полностью опубликована в 1532. «Неистовый Роланд» является продолжением (gionta) поэмы «Влюблённый Роланд» (Orlando innamorato), написанной Маттео Боярдо (опубликована посмертно в 1495 году). Состоит из 46 песен, написанных октавами; полный текст «Неистового Роланда» насчитывает 38 736 строк, что делает ее одной из длиннейших поэм европейской литературы.

## Сюжет
В основе произведения — предания каролингского и артуровского циклов, перенесённые в Италию из Франции в XIV веке. Как и у Боярдо, от каролингских эпических песен остались только имена персонажей, а вся сюжетика взята из бретонского рыцарского романа. Сюжет «Неистового Роланда» крайне запутан и распадается на множество отдельных эпизодов. Тем не менее, всё содержание поэмы можно свести к четырнадцати сюжетным линиям, из них восемь — больших (Анджелика, Брадаманта, Марфиза, Астольфо, Роланд, Ринальдо, Родомонт, Руджьер) и шесть — малых (Изабелла, Олимпия, Грифон, Зербино, Мандрикардо, Медор). Помимо того, есть ещё тринадцать вставных новелл. Главные сюжетные линии поэмы — безответная любовь сильнейшего христианского рыцаря Роланда к катайской царевне Анджелике, приводящая его к безумию, и счастливая любовь сарацинского воина Руджьера и христианской воительницы Брадаманты, которым, согласно поэме, предстоит стать родоначальниками феррарской герцогской династии д’Эсте.

## Поэтика

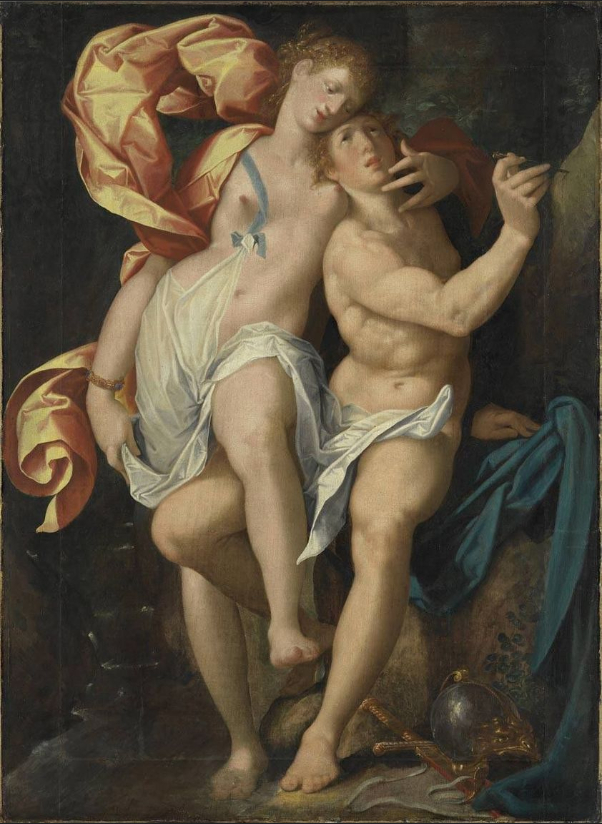
Бартоломеус Спрангер, Анжелика и Медор. Около 1600. Мюнхен, Старая Пинакотека

Автор относится к описываемым им приключениям подчёркнуто иронически, выражая свою оценку как в описаниях, так и в многочисленных лирических отступлениях, которые впоследствии стали важнейшим элементом новоевропейской поэмы. В авторских отступлениях также обсуждаются вполне «серьёзные» темы; так, Ариосто беседует с читателем об искусстве поэзии, критикует Итальянские войны и сводит счёты со своими завистниками и недоброжелателями. Разного рода сатирические и критические элементы рассеяны по всему тексту поэмы; в одном из наиболее знаменитых эпизодов рыцарь Астольф прилетает на гиппогрифе на Луну, чтобы разыскать потерянный разум Роланда, и встречает обитающего там апостола Иоанна. Апостол показывает ему долину, где лежит всё, что потеряно людьми, в том числе красота женщин, милость государей и Константинов дар.

Не двигаясь в сторону психологического анализа, Ариосто целиком погружается в сказочность, которая, как указывалось, составляет лишь нижнее основание романной структуры. Гегель неточен, когда он пишет, что «Ариосто восстает против сказочности рыцарских приключений». Ценой иронической интерпретации и игровой трактовки Ариосто как бы приобретает право упиваться сказочной фантастикой с её гиперболическими преувеличениями и причудливыми образами, сложнейшими нагромождениями фабульных линий, необычайными и неожиданными поворотами в судьбах персонажей. При этом подчеркиваются гораздо больше, чем в классических куртуазных романах, наличие художественного вымысла, субъективный произвол и тонкое мастерство автора-художника, использующего эпическое предание только как глину в руках мастера.

## Критическое признание
Первоначально поэма Ариосто существовала в атмосфере всеобщего и безусловного признания. В 1549 году появился комментарий к поэме Симоне Форнари, в 1554 вышли сразу три книги, содержащие апологию поэмы: переписка Джованни Баттисты Пиньи и Джиральди Чинцио, «Рассуждение о сочинении романов» Джиральди, «Романы» Пиньи. Первое развернутое выступление против «Неистового Роланда» и романов вообще мы находим в диалоге Антонио Минтурно «Поэтическое искусство», вышедшем в свет в 1563 г. Минтурно с классицистских позиций ставил в вину Ариосто нарушение аристотелевского принципа единства действия. После появления трактата Камилло Пеллегрино «Каррафа, или Об эпической поэзии» (1584) завязался оживленный спор об Ариосто и Торквато Тассо, продлившийся до конца века.
Гегель и вслед за ним Франческо де Санктис в конце XIX века выдвинули положение, до сих пор пользующееся авторитетом, согласно которому ирония у Ариосто — фактор прежде всего мировоззренческий. Это взгляд нового сознания на старую и отжившую реальность, это свидетельство зрелости разума, возвысившегося над поэтическими фантазиями Средневековья и способного ими увлекаться, лишь забавляясь. Это та форма, в которой находит свой естественный конец рыцарская культура. Однако такая точка зрения, во-первых, ставит знак равенства между ариостовой и романтической иронией, что является методологической модернизацией, а во-вторых, это и историческая модернизация, поскольку рыцарская культура времён Ариосто испытывала вовсе не упадок, а расцвет.
Бенедетто Кроче в своем революционном сочинении «Ариосто, Шекспир и Корнель» (1920) указал на универсальную гармонию как на верховный художественный принцип «Неистового Роланда».

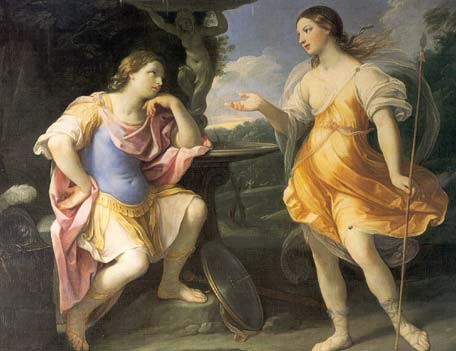
Гвидо Рени. Встреча Брадаманты и Флордеспины. Ок. 1635

## Влияние
Поэма Ариосто, несмотря на критику её «несерьёзности» и «несоразмерности», сразу же приобрела известность и вызвала к жизни множество подражаний. (Было и прямое продолжение — поэма Винченцо Брузантини «Влюблённая Анджелика», вышедшая в 1550 году, в которой прослежена дальнейшая судьба Анжелики). По её мотивам создавались картины и оперы; в мировой литературе сюжетные элементы «Неистового Роланда» можно найти в произведениях Лопе де Веги, Сервантеса (в романе «Дон Кихот», пьесах «Обитель ревности» и «Лабиринт любви»), Виланда, Байрона, Вольтера (в поэме «Орлеанская девственница», именно по этой причине Пушкин говорит о нем как о «внуке Арьоста»), Александра Пушкина («Руслан и Людмила» и перевод отрывка об обнаружении Роландом измены Анжелики — «Пред рыцарем блестит водами»), Осипа Мандельштама («Ариост») и др.

## Русские переводы
Издание в серии "Литературные памятники" (1993) в двух томах предлагает полный перевод свободным стихом М. Гаспарова. Во 2-м томе приводятся фрагментарные варианты переводов других поэтов и сообщается о бытовании текста Ариосто в России. "Достоверные сведения о заказе перевода «Неистового Роланда»  сохранились в документах «Собрания, старающегося о переводе иностранных книг» (1768—1783), подготовившего к изданию несколько прославленных поэм древнего и нового времени. Однако о судьбе этого перевода мы ничего не знаем. Зато сохранились фрагменты от полного прозаического переложения поэмы Ариосто, датированного 1780 г. Переводил с французского языка «Комиссии Утюжения писец Николай Илер»".
- Молчанов, Пётр Степанович перевел поэму анонимно — (М., 1791—93). Прозаический перевод с французского переложения Мирабо (1741). Неистовый Роланд, героическая поэма Г. Ариоста. Переведена с французского. М., 1791 —  1793. Кн. 1—3. Из 46 песен издание содержит 33, т. е. по неизвестным причинам не вышел четвертый том перевода.
- Раич, Семён Егорович (1832)
- Уваров, Сергей Семенович. Песнь 1-10. Изданіе журнала «Пантеонъ Литературы». С.-Петербургъ, 1891.
- Перевод М. Гаспарова свободным стихом: В 2 т. М.: Наука, 1993. (Серия: Литературные памятники). ISBN 5-02-012764-7, ISBN 5-02-012795-7, ISBN 5-02-012796-5
- Перевод А. Триандафилиди размером подлинника: В 3 т. М.: Престиж Бук, 2021. ISBN 978-5-4459-0106-8

фрагменты:
- Павел Катенин
- Александр Пушкин
- А. Ястрибилов
- А. С. Норов.
- С. Городецкий
- В. Брюсов
- А.И. Курошева
- Е. Солонович
- В. Буренин